# あなた (いきものがかりの曲)
「あなた」は、いきものがかりの楽曲。自身の30作目のシングルとして、ソニー・ミュージックレーベルズ / エピックレコードジャパンからCDシングル・デジタル・ダウンロードで2015年5月13日に発売された。

## 概要
前作「GOLDEN GIRL」から約6ヶ月ぶりに発売された2015年第1弾シングル。初回仕様限定盤には「いきものカード045」が封入される。発売に先行して4月29日より着メロの配信がされた。CDジャケットは記念撮影のような写真が使用されている。10分間隔で更新されるiTunesトップソングチャートでは2日連続で終日1位を維持し、「ラブソングはとまらないよ」以来の高動向を示した。

## 収録曲
| #         | タイトル                          | 作詞・作曲 | 編曲           | 時間  |
| --------- | --------------------------------- | ---------- | -------------- | ----- |
| 1.        | 「あなた」                        | 水野良樹   | 亀田誠治       | 5:59  |
| 2.        | 「キラリ -2015 LIVE ver.-」       | 水野良樹   | 本間昭光       | 5:16  |
| 3.        | 「マイステージ -2015 LIVE ver.-」 | 山下穂尊   | 鈴木Daichi秀行 | 5:35  |
| 4.        | 「あなた -instrumental-」         |            |                | 5:56  |
| 合計時間: | 合計時間:                         | 合計時間:  | 合計時間:      | 22:46 |

## 曲解説
1. あなた
日本テレビ系キャンペーン企画『7daysTV～かぞくって、なんだ？～』主題歌[6]。
日本テレビの音楽番組『バズリズム』の2015年5月のオープニングテーマ曲にも採用されている[7]。
7daysTVのテーマ曲のオファーを受けた際、アップテンポの曲とバラード調の曲を両方つくり、最終的にバラード調の曲のほうを採用したという[8]。
タイトルには別の候補もあったが、家族にかぎらず、自分にとって大切な「あなた」を思い浮かべながら聴いてほしいという思いから、このタイトルになった[8][9]。
この曲の編曲を担当した亀田誠治が第57回日本レコード大賞で編曲賞を受賞した。
2. キラリ -2015 LIVE ver.-
アルバム「FUN! FUN! FANFARE!」の「いきものがかりの みなさん、こんにつあー!! 2015 〜FUN! FUN! FANFARE!〜」初日の3月14日幕張メッセ・イベントホール公演でのライブ音源を収録[10]。
ベースラインにアルバムバージョンと大幅な相違が見られる[8]。
3. マイステージ -2015 LIVE ver.-
「キラリ」と同じ幕張公演のライブ音源を収録[10]。
映画『アオハライド』の主題歌である「キラリ」とともにJRAのCM曲であり、一番耳に残りやすい曲であるということで本作の収録が決まった[8]。

## 収録アルバム
- FUN! FUN! FANFARE!（#2, #3）

カップリング曲「キラリ」「マイステージ」が本作に先行して輯録されている（スタジオ音源）。
- 超いきものばかり〜てんねん記念メンバーズBESTセレクション〜（#1, #2, #3）

「キラリ」「マイステージ」はスタジオ音源。